# Krefftichthys
Krefftichthys is een monotypisch geslacht van straalvinnige vissen uit de familie van lantaarnvissen (Myctophidae).

## Soort
- Krefftichthys anderssoni Lönnberg, 1905